# Estilos reais e nobres
Um estilo de endereçamento honorífico é a forma legal, oficial ou reconhecida da utilização de um título nobiliárquico. Um estilo, por tradição ou lei, precede a referência feita a uma pessoa que tem um posto ou cargo político, e, às vezes, é usado para se referir ao próprio possuidor. Um estilo honorífico também pode ser atribuído a um indivíduo a título pessoal. Tais estilos são particularmente associados com as monarquias, onde eles também podem, dependendo de regras específicas, ser usados pelo cônjuge de um titular de cargo ou de um "príncipe de sangue", durante a vigência do seu casamento. Líderes religiosos também têm estilos específicos. Estilos representam a moda através do qual os monarcas e nobres são tratados. Ao longo da história, foram utilizados muitos estilos diferentes, com pouca padronização. Este artigo detalha os vários estilos usados pela realeza e nobreza, com principal foco na da Europa e as que estão estreitamente relacionada a esta, e na forma que chegou no século XIX.

## Reis e imperadores
- Sua Majestade[3](abreviatura S. M.) — utilizado usualmente por aqueles que ostentam o título nobiliárquico de rei ou rainha, como no Reino Unido ou no Reino da Dinamarca.
  - Sua Majestade Imperial e Real (S. M. I. R.) — tratamento que direcionado aos que são simultaneamente imperador e rei, é mais característico dos imperadores de Áustria ao serem também reis da Hungria, e ao kaiser da Alemanha, por ter o título de Rei da Prússia.
- Sua Majestade Imperial e Fidelíssima (S. M. I.& F.) — tratamento que foi utilizado pelos reis de Portugal, quando estes também imperavam sobre o Brasil como soberanos do império; Estes monarcas incluíram D.João VI e D.Pedro I.
  - Sua Majestade Imperial (S. M. I.) — usado por imperadores e imperatrizes.
  - Sua Graciosíssima Majestade[4] ou Sua Majestade Britânica[4] — usado como fórmula de tratamento para referir-se aos reis da recém-formada Grã-Bretanha e posteriormente aos soberanos do Reino Unido.
  - Sua Majestade Católica[4] — tratamento que corresponde tradicionalmente ao rei ou a rainha reinante de Espanha com exclusividade (não ao seu/sua consorte). Foi concedido pelo Papa Alexandre VI ao casal Fernando II, Rei de Aragão, e Isabel I, Rainha de Castela e Leão, e transmitido aos seus descendentes.[5]
  - Sacra Cesárea Católica Real Majestade[6][7][8] (S. C. C. R. M.) — tratamento utilizado pelo imperador romano-germânico Carlos V, como imperador do Sacro Império Romano-Germânico e Rei da Espanha.
  - Sua Majestade Cristianíssima[4] — tratamento utilizado pelo rei da França.
  - Sua Majestade Fidelíssima[4] — tratamento utilizado pelo rei de Portugal.
  - Sua Majestade Apostólica[4] — tratamento utilizado pelo rei da Hungria.

## Príncipes
- Sua Alteza Imperial[3] (S. A. I.) — utilizado por príncipes ou princesas pertencentes a uma família imperial. Por exemplo, na Rússia, filhos e netos do imperador, em linha masculina, detinham tal estilo. Já no Brasil, o título era destinado ao príncipe herdeiro aparente – o Príncipe Imperial do Brasil[9] – e ao seu primogênito – o Príncipe do Grão-Pará.[9]
- Sua Alteza Imperial e Real[3] (S. A. I. R.) — utilizado por príncipes ou princesas que pertenciam simultaneamente a uma família imperial e real, como os arquiduques de Áustria, por pertencer à Casa Imperial de Áustria e real de Hungria, ou ao herdeiro do Império Alemão, por ser também Príncipe da Prússia.
- Sua Alteza Real (S. A. R.) — utilizado por príncipes ou princesas pertencentes a uma família real, sendo mais comum aos Herdeiros aparentes.
  - O Príncipe Real de Portugal é detentor deste do tratamento de Alteza Real.
  - Na Espanha os filhos e filhas dos reis e do Príncipe ou Princesa de Astúrias ostentam o título de Infante de Espanha, salvo o herdeiro(a) da Coroa, que ostenta o título de Príncipe de Astúrias. Também podem ostentar o título de Infante de Espanha as pessoas distintas dos filhos dos reis, desde que tenha algum parentesco bem próximo junto ao monarca, que concede este por Via de Graça e detê o título vitalício, como é o caso de S.A.R. o infante de Espanha Dom Carlos de Bourbon-Duas Sicílias, a quem o rei Dom Juan Carlos I de Espanha[10] concedeu essa dignidade em 16 de dezembro de 1994. Em ambos casos (é dizer, tanto o Príncipe de Astúrias como os infantes de Espanha), o tratamento é o de Alteza Real.
- Sua Alteza Sereníssima (S. A. S.) — Tendo sido usado por membros de famílias nobres alemãs e por membros cadetes das dinastias da França, Itália e Rússia.

No Reino Unido, o príncipe consorte Alberto de Saxe-Coburgo-Gota usou este tratamento antes de contrair matrimônio com a rainha Vitória do Reino Unido.
No Equador, na Ata da Independência após a Revolução de 1809, que deu origem à Junta de Governo Autônoma de Quito, seu presidente, o Marquês de Selva Alegre, Juan Pío de Montúfar, recebeu o tratamento de Sua Alteza Sereníssima, motivo pelo qual se considera a intenção de instaurar uma monarquia equatoriana.
- Sua Alteza Ilustríssima[3] (S. A. Ilmª.) — utilizado por descendentes de casamento morganático.
- Sua Alteza (S.A.) — utilizado pelos infantes de Portugal e pelos filhos legítimos segundos do monarca e do herdeiro presuntivo da Coroa de Portugal, em sentido estrito. Em sentido lato, ocasionalmente é também utilizado para designar todos os filhos de monarca, inclusive os que têm título de príncipe. O título "Infante" foi também concedido, por decreto, a algumas personalidades que apenas estavam ligadas por laço de parentesco de 2º ou 3º grau ao monarca.

Em alguns países, como a Dinamarca, príncipes e princesas de menor rank, os denominados "Príncipes para a Dinamarca" utilizam este tratamento.
Em Espanha existiram determinados títulos pessoais e por tanto não herdáveis, cujos possuidores recebiam o tratamento de Alteza: foi o caso de Manuel Godoy (Príncipe de la Paz y de Basano) e do general Baldomero Espartero (Príncipe de Vergara). No caso da regência, este tratamento seria utilizado pelo regente, sempre que não correspondesse um de maior posição.
No Peru, estando sob domínio espanhol, concedeu-se aos descendentes legítimos do último inca o tratamiento de Alteza.
- Alteza Eminentíssima (S.A.E.) — utilizado pelos grãos-mestres da Soberana Ordem de Malta. Disfrutam deste tratamento os cardeais[13] da Igreja Católica que são de família principesca.

## Príncipes e nobres soberanos
- Sua Alteza Real (S.A.R.) — este tratamento é utilizado pelos grãos-duques de Luxemburgo, Baden e Hesse e demais membros de sua família.
- Sua Alteza Sereníssima (S.A.S.) — em algumas nações que são principados, como Mónaco, Andorra ou Liechtenstein, os soberanos ostentam este tratamento.

## Nobres
- Alteza — Apenas de classificados dentro da classe social da Realeza e da Alta Nobreza têm o estilo estritamente mencionado antes de seus títulos. Tratamento de Alta classificação.
- Sua Alteza Grão-ducal (S.A.G.) — é o tratamento utilizado antes de príncipe pelos membros não-reinantes de algumas famílias alemãs, dirigidas por um grão-duque. Ou ainda pelos descendente de um grão-duque reinante, que não seja o herdeiro(a), usaria o este estilo. Esta prática foi seguida pelo acórdão das famílias de Luxemburgo, Hesse, de Baden e do Reno.
- Sua Alteza Ilustríssima 1 (S. A. Ilmª.) — utilizado por ramos condais de famílias soberanas alemães (Lippe, Waldeck) e por descendentes de casamento morganático.
- Sua Excelência — Na Espanha e outros países, nobres de alto escalão com a classificação mínima de duque, ou com a dignidade "Grande", são abordados desta forma. Na Dinamarca feudal, os condes e barões tinham o direito a serem tratados como "Suas Excelências".
- Sua Excelência Ilustríssima (S.E.I.) — é o tratamento atribuído por lei em Portugal aos "Grandes do Reino" seculares (nobres com honras de grandeza).
- Alteza Sereníssima Ducal (S.A.S.D.) — é um tratamento utilizado por membros de algumas famílias ducais alemãs.
- Vossa Graça (V. G.) — estilo de duques e condes, de maneira geral, podendo ser usado por demais nobres.
- Sua Alteza Ilustríssima (V. A. Ilmª.) — para nobres mediatizados, como condes, na Alemanha.
- Ilustríssimo (Il.mo) — para membros da nobreza brasileira.
- Sua Alteza Senhoril (S.A.S.) — estilo de alta honra e nobreza; estado de elevação de alta classificação.
- Alteza Ilustre (A.I.) — Estados principescos de condes e condessas.

### Em Portugal
Em Portugal, as formas de tratamento surgem principalmente importadas de línguas estrangeiras aquando do estabelecimento da Dinastia de Avis e da ascensão de uma nova corte e nova nobreza saídas da Revolução de 1383–1385.

#### Até ao século XV
Nessa época, os tratamentos são os seguintes:
- Vossa Mercê — estilo do rei, já utilizado anteriormente; não usado a partir de 1490
- Vossa Alteza — estilo do rei, surge no século XV até ao surgimento oficial do tratamento de Vossa Majestade no final do século XVI
- Vossa Senhoria — inicialmente utilizado para o próprio rei; com a adopção dos anteriores, passa a ser atribuído aos fidalgos da mais alta nobreza

#### Alvará de 16 de Setembro de 1597
Em 1597, por alvará do rei D. Filipe I de Portugal datado de 16 de Setembro, dá-se a primeira provisão legal sobre o emprego de cada tratamento. A partir daqui, utilizam-se as formas de tratamento da seguinte maneira:
- Vossa Majestade - estilo reservado ao rei e à rainha
- Vossa Alteza - príncipes e seus sucessores no reino; princesas; infantes e infantas; genros, noras, cunhados e cunhadas do rei
- Vossa Excelência — reservado aos filhos e filhas legítimos de infantes; por especial mercê, é este o tratamento reservado ao Duque de Bragança
- Vossa Senhoria Reverendíssima — reservado ao Arcebispo de Braga, na sua qualidade de Primaz das Espanhas
- Vossa Senhoria — tratamento para as restantes altas dignidades do reino: arcebispos e bispos, duques e seus filhos, marqueses, condes, Prior do Crato, vice-reis e governadores (quando não tenham parentesco com o rei), regedor da justiça na Casa da Suplicação, governador da Relação do Porto, vedores da fazenda, presidentes do Desembargo do Paço e Mesa da Consciência e Ordens, embaixadores.

#### Alvará de 15 de Janeiro de 1739
Por ineficácia do sistema de tratamentos, em 1739, D. João V promulga uma nova lei:
- Vossa Excelência — para Grandes Eclesiásticos e Seculares; Embaixadores; Vice-reis da Índia e do Brasil; Governadores das Armas; Mestres de Campo Generais dos Exércitos; General e Almirante da Armada
  - Excelentíssimo e Reverendíssimo Senhor — Grandes Eclesiásticos
  - Ilustríssimo e Excelentíssimo Senhor — Grandes Seculares; Secretários de Estado; Regedor da Justiça da Casa da Suplicação; Governador da Relação do Porto; Vedores da Fazenda; Presidentes do Desembargo do Paço, da Mesa da Consciência e Ordens, do Conselho Ultramarino, e do Senado da Câmara de Lisboa.
- Vossa Senhoria Ilustríssima (Ilustríssimo e Reverendíssimo Senhor) — bispos, prelados da Santa Igreja Patriarcal
- Vossa Senhoria — Cónegos da Basílica Patriarcal sem hábito prelatício, viscondes, barões, oficiais da Casa Real e das Casas das Rainhas e Princesas; Gentis-homens da Câmara dos Infantes; filhos e filhas legítimos dos Grandes, dos viscondes, e barões, dos oficiais da Casa Real e das Casas das Rainhas e Princesas, e aos dos Gentis-homens da Câmara dos Infantes; Moços Fidalgos que servirem no Paço (e suas irmãs e filhas legítimas); Enviados e residentes (diplomatas); Governadores interinos da Índia, e da Bahia; Priores-mores das Ordens de S. Bento de Avis, e de Santiago da Espada; ao Administrador da Jurisdição Eclesiástica de Tomar; ao Comissário da Bula da Cruzada; ao Reitor da Universidade de Coimbra; aos Cabidos das Igrejas Arquiepiscopais e Episcopais
- Vossa Paternidade Reverendíssima — Geral Esmoler-mor; Reformadores das Ordens Religiosas; Gerais das Ordens Religiosas; Prior da Ordem de Cristo; Provinciais das Ordens Religiosas, Reitor da Universidade de Évora

Às mulheres dever-se-ia dar igual tratamento ao determinado para os seus maridos, se não tivessem direito a um tratamento hierarquicamente superior.
O uso dos tratamentos acima listados estaria vedado a quem "se casar sem licença, e aprovação [do rei] por escrito", bem como aos filhos e filhas que proviessem desse matrimónio.

## Particularidades

### No Reino Unido
- Sua Graça (Vossa Graça) e o Nobilíssimo/a (em inglês:His Grace/Her Grace Your Grace & Most Noble) (S. G.) — Tratamento que se da aos duques que não são parte da realeza. O filho mais velho de duque recebe o tratamento de lorde e utiliza o título subsidiário de maior ranque que possua seu pai, como título de cortesia, ou em outros casos, um título subsidiário de um avô ou bisavô que seja de menor ranque ao que ostente seu pai. As filhas mais velhas não ostentam nenhum título de cortesia.
- Sua Senhoria (Vossa Senhoria) e Sra. / ou mais honrado (em inglês:His Lordship/Her Ladyship [Your Lordship/Your Ladyship] & The Most Honourable) — O tratamento que é dado ao marquês. O filho mais velho de um marquês é tratado como "senhor" e usa o título subsidiária mais antigo realizado por seu pai como um título de cortesia, ou em outros casos, a título subsidiário de um avô ou bisavô que é de baixo grau, que detém seu pai. As filhas mais velhas não possuem qualquer título de cortesia.
- Sua Senhoria (Vossa Senhoria) ou Muito Honorável/ O Muito Honorável(em inglês:His Lordship/Her Ladyship [Your Lordship/Your Ladyship] & Right Honourable) — Utilizado pelo restante da nobreza titulada e não primogênitos e filhas de duques. O filho mais velho de um conde é tratado como "senhor" e usa o título subsidiária mais antigo de seu pai como um título de cortesia, ou em outros casos, a título subsidiário de um avô ou bisavô que é de baixo grau, que detém seu pai. As filhas mais velhas não possuem qualquer título de cortesia.
- Senhor / Senhora (em inglês:Lord/lady ) — tratamento honorífico recebido por crianças pequenas e todas as filhas de duques, marqueses e condes.
- A Honorável / O Honorável(em inglês:The Honourable) — tratamento que recebem todos os filhos e filhas dos viscondes e barões.

Os tratamentos anteriores tipicamente são extensíveis aos cônjuges legais daqueles que ostentam. Quando a filha de um nobre se casa, ela passa a estar na mesma posição e recebe o mesmo tratamento que seu marido, a exceção de quando este não seja nobre.

### Rússia
- Os filhos e netos, homens, do imperador detêm o estilo de Alteza Imperial. Já quando eram bisnetos passava-se ao estilo de Alteza. Além disso, o filho mais velho de qualquer pessoa que detinha o estilo de Alteza manteria tal estilo.
- Todos os outros descendentes de linha masculina eram titulares do estilo de "Serenidade", muitas vezes traduzido como "Alteza Sereníssima". Alguns Príncipes da nobreza russa também têm o estilo de "Serenidade", todos os outros e conta príncipes russos manter o estilo de "Muito Distinto" ou Eminente, frequentemente traduzido como "Ilustre Alteza".